# (59) Elpis
(59) Elpis ist ein Asteroid des mittleren Hauptgürtels, der am 12. September 1860 vom französischen Astronomen Jean Chacornac an der Pariser Sternwarte entdeckt wurde. Es war seine sechste und letzte Asteroidenentdeckung.
Der Asteroid wurde benannt nach altgriechisch ἐλπίς elpís, deutsch ‚Hoffnung‘, auch für die Personifikation der Hoffnung. Urbain Le Verrier, Direktor der Pariser Sternwarte, wollte, dass dieser Asteroid keinen Namen erhält, sondern versuchte, eine neue Nomenklatur einzuführen, indem er den Namen des Entdeckers an die Nummer anhängte. Hind, Goldschmidt, Luther, Airy, Herschel, Argelander und andere sprachen sich gegen diese Neuerung aus. Edmund Weiss von der Universitätssternwarte Wien bat daraufhin deren Direktor Karl Ludwig von Littrow, ihm einen Namen zu geben. Weiss erklärte: „Da ich die Bearbeitung dieses Planeten übernommen und der Herr Entdecker keine Anstalten getroffen hat, ihn zu benennen, obwohl er schon vor mehr als einem Jahr aufgefunden wurde, habe ich Herrn Director v. Littrow ersucht, einen Namen für denselben auszusuchen. Er wählte ‚Elpis‘ zur Erinnerung an die politische Stimmung der Epoche, in welche die Entdeckung fiel, oder, wenn man will, als Anspielung darauf, dass der Planet eben seinen Namen so lange zu erwarten hatte.“ In Deutschland wurde dieser Name daraufhin übernommen. Im Januar 1862 erlaubte Le Verrier dem Entdecker schließlich, einen Namen auszuwählen. Letzterer übertrug das Amt an John Russell Hind, der Olympia (später neu vergeben an (582) Olympia) auswählte, und die doppelte Benennung war für kurze Zeit im Gebrauch.

## Wissenschaftliche Auswertung
Aus Ergebnissen der IRAS Minor Planet Survey (IMPS) wurden 1992 Angaben zu Durchmesser und Albedo für zahlreiche Asteroiden abgeleitet, darunter auch (59) Elpis, für die damals Werte von 164,8 km bzw. 0,04 erhalten wurden. Eine Auswertung von Beobachtungen durch das Projekt NEOWISE im nahen Infrarot führte 2011 zu vorläufigen Werten für den Durchmesser und die Albedo im sichtbaren Bereich von 165,7 km bzw. 0,04. Nach neuen Messungen mit NEOWISE wurden die Werte 2014 auf 165,1 km bzw. 0,04 geändert. Nach der Reaktivierung von NEOWISE im Jahr 2013 und Registrierung neuer Daten wurden die Werte 2015 zunächst mit 161,1 km bzw. 0,05 angegeben und dann 2016 korrigiert zu 136,4 oder 138,4 km bzw. 0,06, diese Angaben beinhalten aber alle hohe Unsicherheiten.
Photometrische Beobachtungen des Asteroiden erfolgten erstmals vom 31. August bis 4. September 1976 am La-Silla-Observatorium in Chile. Aus der gemessenen Lichtkurve wurde eine Rotationsperiode von 13,690 h bestimmt, während nach der Form der Lichtkurve die Gestalt des Asteroiden als symmetrisch, wie z. B. ein Ellipsoid, beurteilt wurde. Weitere Messungen während 15 Nächten vom 28. August bis 8. November 1994 am Charkiw-Observatorium in der Ukraine führten zur Bestimmung einer Rotationsperiode von 13,672 h.
Am Organ Mesa Observatory in New Mexico gab es mehrere Kampagnen zur photometrischen Beobachtung von (59) Elpis. Bei Messungen vom 2. bis 12. November 2017 konnte aus der aufgezeichneten Lichtkurve eine Rotationsperiode von 13,671 h abgeleitet werden, während Beobachtungen vom 6. April bis 5. Mai 2019 zu einem Wert von 13,676 h führten. Eine dritte Beobachtungsreihe erfolgte dann noch vom 1. bis 20. Juni 2020, wo wieder eine ähnliche Periode von 13,672 h bestimmt wurde.
Aus archivierten Daten des Asteroid Terrestrial-impact Last Alert System (ATLAS) aus dem Zeitraum 2015 bis 2018 wurden dann in einer Untersuchung von 2020 für ein dreiachsig-ellipsoidisches Gestaltmodell des Asteroiden eine retrograde Rotation und eine Periode von 13,6741 h bestimmt. Zwischen 2012 und 2018 wurden mit der All-Sky Automated Survey for Supernovae (ASAS-SN) auch photometrische Daten von 20.000 Asteroiden aufgezeichnet. Auf mehr als 5000 davon konnte erfolgreich die Methode der konvexen Inversion angewendet werden, darunter auch (59) Elpis, für die in einer Untersuchung von 2021 erstmals ein dreidimensionales Gestaltmodell für eine Rotationsachse mit retrograder Rotation und einer Periode von 13,6747 h berechnet wurde.
Im Jahr 2023 wurde aus photometrischen Messungen von Gaia DR3 erneut ein dreidimensionales Gestaltmodell des Asteroiden für zwei alternative Rotationsachsen mit retrograder Rotation und einer Periode von 13,6744 h berechnet. Auf der Grundlage von archivierten Lichtkurven und den Beobachtungsdaten von Weltraumteleskopen wie dem Transiting Exoplanet Survey Satellite (TESS) und Gaia konnten in einer Untersuchung von 2024 die Rotationsachsen und genaue Gestaltmodelle für mehrere Asteroiden, darunter auch (59) Elpis, bestimmt werden.
Abschätzungen von Masse und Dichte für den Asteroiden (59) Elpis aufgrund von gravitativen Beeinflussungen auf Testkörper ergaben in einer Untersuchung von 2012 eine Masse von etwa 3,00·1018 kg, was mit einem angenommenen Durchmesser von etwa 164 km zu einer Dichte von 1,30 g/cm³ führte bei einer Porosität von 53 %. Diese Werte besitzen eine Unsicherheit im Bereich von ±20 %.